# Lwowiec
Lwowiec (deutsch Löwenstein) ist ein Dorf in Polen in der Woiwodschaft Ermland-Masuren. Es gehört zum Powiat Bartoszycki (Kreis Bartenstein) und zur Gmina Sępopol (Stadt- und Landgemeinde Schippenbeil).

## Geographie
Lwowiec liegt im Norden Polens, etwa acht Kilometer südlich der polnischen Staatsgrenze zur russischen Oblast Kaliningrad. Benachbarte Dörfer sind im Norden Dzietrzychowo (Dietrichsdorf) und Dobroty (Theresenthal), im Süden Marłuty (Mockelkeim) und im Westen Leśniczówka Stary Dwór sowie Romankowo (Romsdorf).

## Geschichte
Die Anlage des heutigen Lwowiec erfolgte im Jahr 1366 nach Kulmer Recht mit Genehmigung des Hochmeisters des Deutschen Ordens Winrich von Kniprode. Das Dorf hatte eine Fläche von 64 Włóka. Die Handfeste erhielt das Dorf 1386 vom Komtur von Balga. Das Dorf wurde 1620 vom Kurfürsten verpfändet. Um nicht in Abhängigkeit zum Adel zu kommen, nahmen die Bauern einen Pfandkredit auf und lösten den Pfand des Kurfürsten damit ein. Der Pfandgläubiger, möglicherweise ein von Dönhoff, war darüber erbost und ließ den Schulzen von Löwenstein dafür auspeitschen. Mitte des 16. Jahrhunderts wurde die Kirche zur Pfarrei in Garbno gehörig. 1785 wurden im Dorf 37 Wohnhäuser gezählt.
Am Ende des Zweiten Weltkrieges wurde die Gegend von der Roten Armee eingenommen und kam in der Folge an Polen. 1970 gab es im jetzt 276 Einwohner zählenden Lwowiec eine achtklassige Grundschule, eine Bibliothek sowie einen Kinosaal mit 45 Plätzen. 1973 wurde Lwowiec Sitz eines Schulzenamtes (sołectwo) in der Gemeinde Skandawa zu welchem die Siedlung Kościelne  gehörte. 1977 wurde die Gemeinde Skandawa aufgelöst und Lwowiec wurde Teil der Gemeinde Sępopol.

## Religionen

### Kirchengebäude

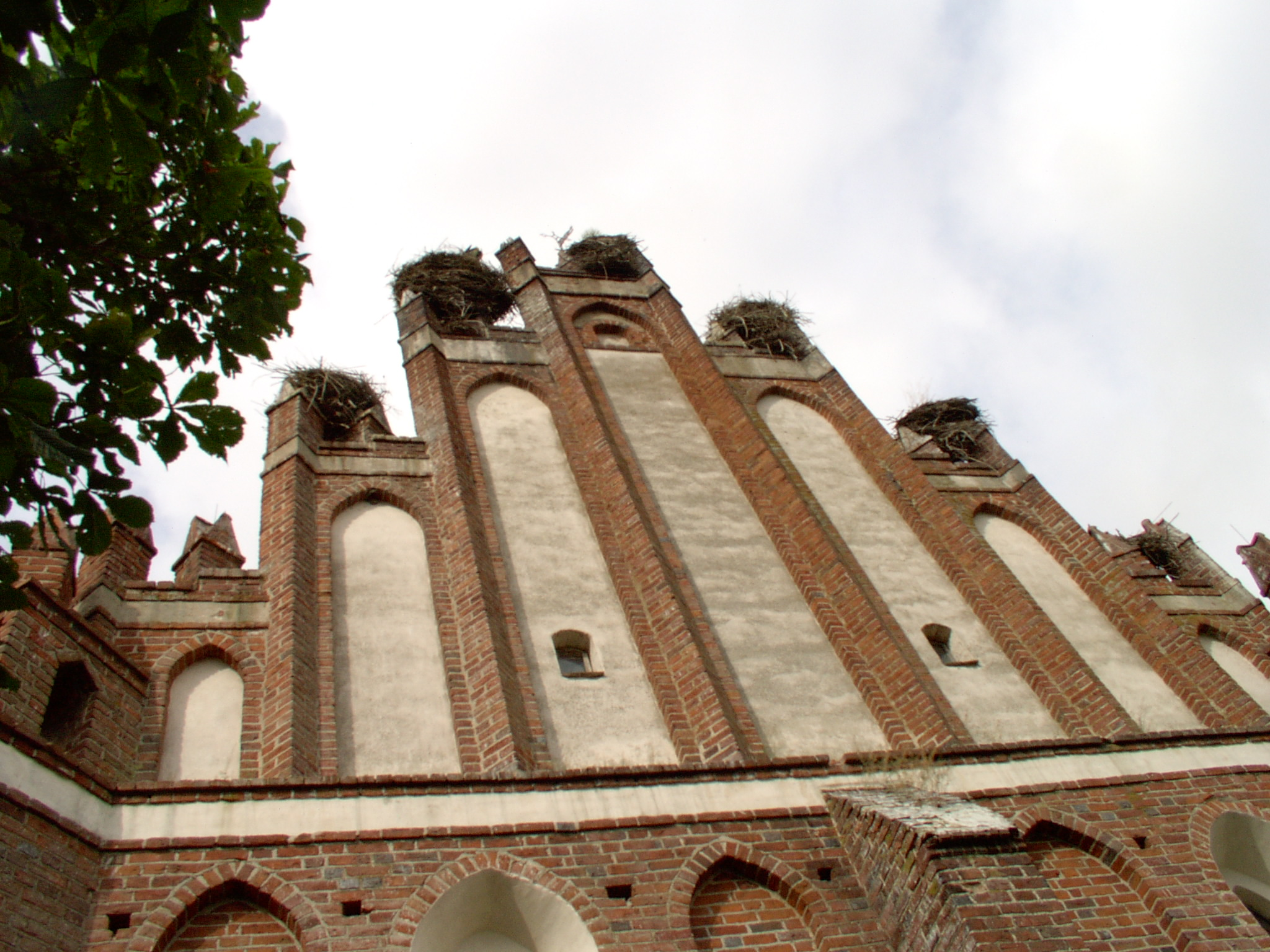
Kirche

Die Kirche des Dorfes wurde zwischen 1372 und 1374 errichtet. Der Saalbau erhielt etwa 1400 einen Turm mit Unterbau und hoher Nische. In Anlehnung an die Kirche von Rastenburg (Kętrzyn) war der Ostgiebel 7-teilig. 1680 wurde die Kirche restauriert. Im 18. Jahrhundert wurde die Deckenbemalung erneuert. Die Orgel wurde 1773/75 von Johann Preuß in Königsberg (Preußen) gebaut. 1800 musste der Giebel nach einem Einsturz neu errichtet werden und wurde dabei gotisiert. Am 17. Januar 1818 beschädigte ein Sturm den Turm der Kirche, eine Reparatur erfolgte in den 1870er Jahren. 1932 wurden Teile der Deckenbemalung aus dem 15. Jahrhundert freigelegt. Erhalten ist der Altar aus dem 15. Jahrhundert.

### Kirchengemeinde
Löwenstein war bereits in vorreformatorischer Zeit ein Kirchdorf. Von 1535 – nach Einführung der Reformation – bis 1554 war die Kirche in Dietrichsdorf (heute polnisch: Dzietrzychowo) mit Löwenstein verbunden. Im Jahre 1554 kam der Pfarrsprengel Laggarben (Garbno) auf längere Zeit zu Löwenstein, das damals zur Inspektion Rastenburg (Kętrzyn) gehörte. Bis 1945 war Löwenstein dann ein Kirchspiel im Kirchenkreis Gerdauen innerhalb der Kirchenprovinz Ostpreußen der Kirche der Altpreußischen Union.
Seit 1945 lebt eine überwiegend römisch-katholische Bevölkerung in Lwowiec. Es ist jetzt Sitz der Pfarrei Matki Bożej Szkalerznej im Dekanat Sępopol (Schippenbeil) im Erzbistum Ermland der Katholischen Kirche in Polen. Wie vor 1554 ist Dzietrzychowo (Dietrichsdorf) Filialgemeinde. Hier lebende evangelische Kirchenglieder sind in die Kirchengemeinde Bartoszyce (Bartenstein) eingegliedert, die zum Kirchspiel Kętrzyn (Rastenburg) in der Diözese Masuren der Evangelisch-Augsburgischen Kirche in Polen gehört.

### Kirchspielorte (bis 1945)
Zum Kirchspiel Löwenstein gehörten bis 1945 fünf Dörfer: Kröligkeim (heute polnisch: Krelikiejmy), Angelika (Anielin), Löwenstein (Lwowiec) und Drahnen.

### Pfarrer (bis 1945)
In der Zeit von der Reformation bis 1945 amtierten in Löwenstein als evangelische Geistliche:
| - N. Donatus, 1532 - Theophilus Stör, 1534 - Johann Gernick, ab 1543 - NN., bis 1556 - Jacob Eiben, 1556–1598 - Christian Martini, 1602/1607 - Peter Bodendorf, ab 1638 - Johann Reichel, bis 1644 - Laurentius David Ranger, 1644–1653 - Georg Werner, 1653 - Georg Cretzmer, ab 1654 - Georg Hippel, 1680–1716 - Bernhard Hippel, 1717–1738 | - Christoph Albert Stein, 1739–1746 - Georg Christoph Decker, 1747–1753 - Michael Jacob Ribbach, 1753–1764 - Johann Friedrich Schleswich, 1761–1778 - Gotthard Friedrich Hippel, 1778–1782 - Theodor Benjamin Schenkel, 1782–1794 - Friedrich Tarrach, 1794–1812 - Johann Brandt, 1812–1827 - Friedrich Bernhard Liedtke, 1827–1844 - Georg Wilhelm Petersen, 1844–1881 - Eduard Johann H. Erdmann, 1881–1909 - Leo Adolf Stamm, 1909–1930 - Hans Puschky, bis 1935 |

In den Jahren vor Kriegsende wurde Löwenstein von dem – heute auf russischem Staatsgebiet gelegenen – Friedenberg (russisch: Dworkino) aus verwaltet.

## Sehenswürdigkeiten
Sehenswert sind die Weißstörche im Ort, neun Horste wurden 2003 allein auf der Kirche gezählt.

## Verkehr
Durch Lwowiec führt eine Nebenstraße ins sieben Kilometer westlich gelegene Sępopol.
Die nächste Bahnstation befindet sich im etwa elf Kilometer südlich gelegenen Korsze, wo die PKP Direktverbindungen nach Olsztyn und Posen anbietet.
Der nächste internationale Flughafen ist der Flughafen Kaliningrad, welcher sich etwa 80 Kilometer nordwestlich auf russischem Hoheitsgebiet befindet. Der nächste internationale Flughafen auf polnischem Staatsgebiet ist der etwa 170 Kilometer westlich gelegene Lech-Wałęsa-Flughafen Danzig. 